# Aloys Wingender
Aloys Wingender (* 10. November 1903 in Krümmel; † 2. Februar 1952 in Monzingen) war ein deutscher Politiker (SPD).

## Leben
Nach dem Volksschulabschluss und dem Besuch von Handels- und Landwirtschaftsschule arbeitete Wingender als selbständiger Kaufmann. Während des Zweiten Weltkrieges leistete er Kriegsdienst. Nach dem Kriegsende war er in der Kommunalverwaltung tätig.
Wingender trat 1925 in die SPD ein. Nach 1945 betätigte er sich wieder für die Sozialdemokraten, wurde Vorsitzender des SPD-Unterbezirks Hunsrück-Nahe und war von 1947 bis 1950 Mitglied des SPD-Bezirksvorstands Rheinland/Hessen-Nassau. 1945 wurde er im Amt Monzingen als kommissarischer Bürgermeister eingesetzt und von 1948 bis 1952 war er gewählter Amtsbürgermeister. Daneben war er Mitglied des Kreistages und des Kreisausschusses im Landkreis Kreuznach.
Bei der Landtagswahl 1951 wurde Wingender über einen Listenplatz der SPD in den Rheinland-Pfälzischen Landtag gewählt. Er war Mitglied des Agrarpolitischen Ausschusses. Nach seinem Tod rückte Wilhelm Maschke für ihn ins Parlament nach.